# دائرة العبادلة
دائرة العبادلة هي إحدى دوائر ولاية بشار الجزائرية. بعد التقسيم الإداري 1974 أصبحت دائرة متكوتة من ثلاتة بلديات وهم العبادلة تاغيت وتبلبالة وهذا حتى عام 1984 أين أصدر التقسيم الإداري الجديد الذي قسم دائرة العبادلة إلى ثلاثة دوائر تضم حاليا ثلاتة بلدبات، بلدية العبادلة: مساحتها 2870 كلم2 بلدية عرق فراج: مساحتها 6410 كلم2 بلدية مشرع هواري بومدين: مساحتها 2820 كلم.